# La Mort d'Eric Cartman
La Mort d'Eric Cartman (The Death of Eric Cartman en version originale) est le sixième épisode de la neuvième saison de la série animée South Park, ainsi que le 131e épisode de l'émission.

## Synopsis
Stan, Kyle et Kenny en veulent à Cartman d'avoir mangé la peau des morceaux de poulets de KFC qu'ils avaient commandés. Ils décident de l'ignorer mais ce dernier commence à croire qu'il est mort, et il prend Butters Stotch, non informé du plan des jeunes, pour médium attitré.

## Production
L'idée du début de l'épisode serait inspirée d'une discussion : Parker et Stone seraient allés manger dans un KFC avec l'équipe de production et quelqu'un aurait souligné à quel point ce serait terrible si quelqu'un volait la peau du poulet.